# Stazione di Belmonte Calabro
La stazione di Belmonte Calabro è una stazione ferroviaria posta sulla linea ferrovia Tirrenica Meridionale. Serviva il centro abitato di Belmonte Calabro.

## Strutture e impianti
La stazione dispone di 2 binari. Le banchine laterali sono accessibili attraverso due scale poste ai due lati della stazione in Via Fratelli Bandiera e in Via Francesco Cilea.

## Movimento
La stazione era servita dai treni della oramai soppressa relazione lenta Paola - Reggio Calabria Centrale. Al momento è senza traffico.

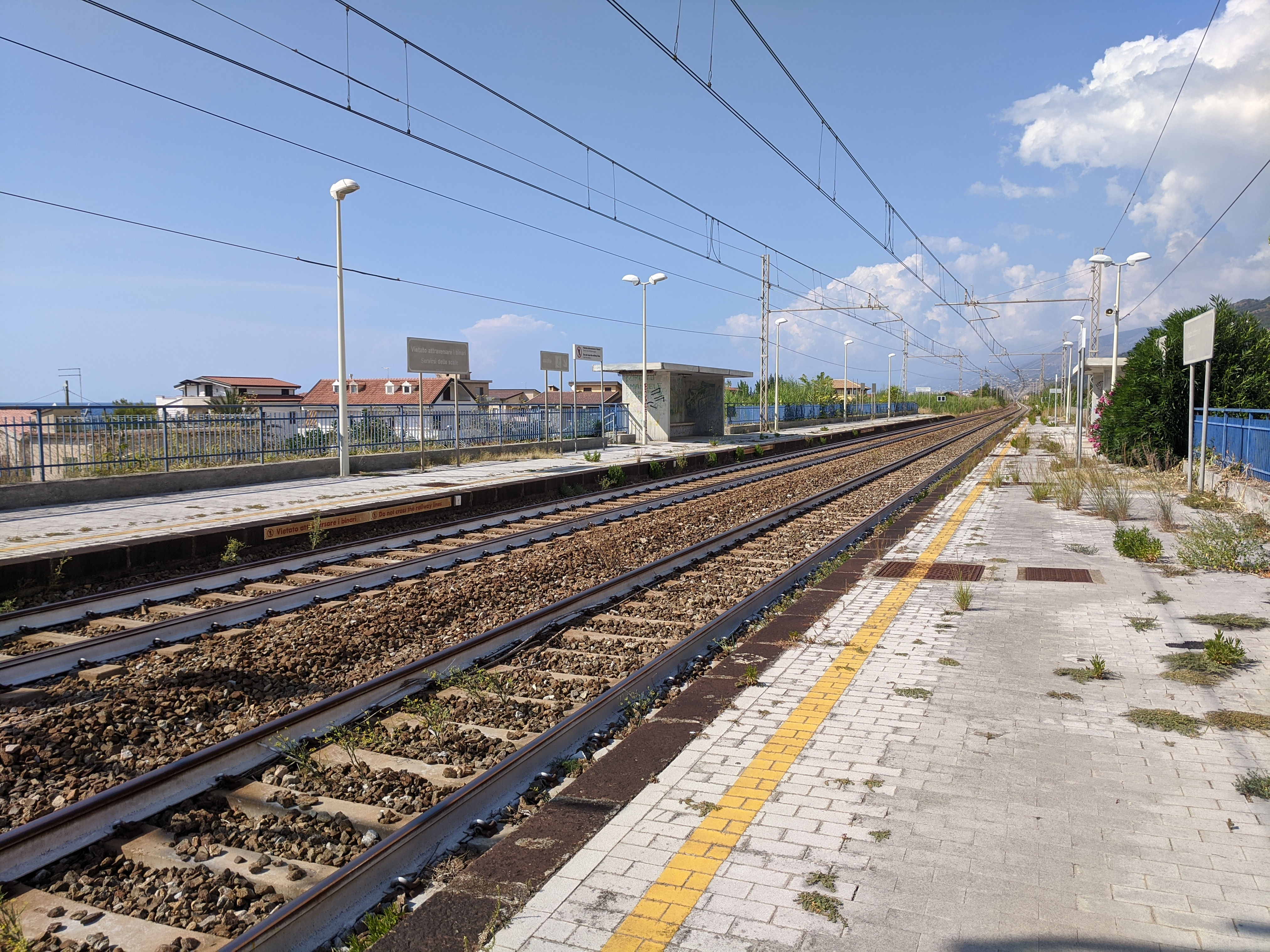
Vista binari